# Lonchoptera tautineura
Lonchoptera tautineura är en tvåvingeart som först beskrevs av Yang 1999.  Lonchoptera tautineura ingår i släktet Lonchoptera och familjen spjutvingeflugor. Inga underarter finns listade i Catalogue of Life.